# شيرلي هايغ
شيرلي هايغ (بالإنجليزية: Shirley Haig)‏ هي لاعب هوكي الحقل نيوزيلندية، ولدت في 12 أغسطس 1950.

## وصلات خارجية
- شيرلي هايغ على موقع أوليمبيديا (الإنجليزية)